# Punta Durnford
Punta Durnford är en udde i Västsahara. Den ligger 7 km sydväst om staden Dakhla på Río de Oro-halvön. Det är halvöns västligaste punkt.